# Isla El Espiritu
Isla El Espiritu är en ö i Mexiko. Den ligger i bukten Bahía Santa Maria och hör till kommunen Angostura i delstaten Sinaloa, i den västra delen av landet.